# Carlo Curisinche Eusebio
Carlo Víctor Curisinche Eusebio es un abogado y político peruano. Es el actual alcalde distrital de El Tambo.
Nació en Cerro de Pasco, Perú, el 19 de julio de 1971, hijo de Víctor Curisinche Rosales y Segundina Eusebio Grados. Cursó sus estudios primarios en su ciudad natal y los secundarios en el distrito de Pilcomayo, provincia de Huancayo. Entre 1990 y 1996 cursó estudios superiores de derecho en la Universidad Peruana Los Andes. Entre 2001 y 2002 cursó estudios de posgrado en la Universidad Inca Garcilaso de la Vega.
Su primera participación política fue en las elecciones municipales de 1993 en las que tentó una regiduría de la provincia de Huancayo por el Frente Unidad y Poder Wanka. En las elecciones generales del 2006 tentó sin éxito su elección como congresista por Junín por el partido Justicia Nacional, en las elecciones regionales del 2006 fue candidato a la vicepresidencia del Gobierno Regional de Junín por la Alianza Revolucionaria Integracionista Moralizadora junto al candidato a presidente regional Jesús Filimón Capcha Carbajal. Luego tentó la alcaldía del distrito de El Tambo en las elecciones del 2010, del 2014 y del 2018 obteniendo la elección recién en esta última. Durante su gestión como alcalde, Curisinche fue de las autoridades locales que se contagiaron de COVID-19 durante la pandemia de esa enfermedad. En enero del 2021, Curisinche fue un caso de recontagio de la enfermedad.